# Yronde-et-Buron
 Yronde-et-Buron  là một xã ở tỉnh Puy-de-Dôme trong vùng Auvergne-Rhône-Alpes miền trung nước Pháp.